# 都成竜馬
都成 竜馬（となり りゅうま、1990年1月17日 - ）は、将棋棋士。谷川浩司十七世名人門下。棋士番号は304。宮崎県宮崎市出身。

## 棋歴
将棋教室を開くほどの将棋好きだったアマ初段の父が、将棋の駒にちなんで「竜馬」と命名した。父と兄が指しているのを見て4歳頃に将棋を覚えた。
2000年、小学5年の時に出場した第25回小学生将棋名人戦で優勝。決勝戦の相手は1歳年上の中村太地だった。その後、長年弟子を取らない方針だった谷川浩司が一人だけ弟子を取るという話を耳にし、小さな頃から憧れていた谷川に弟子入りを志願する手紙を書いた。谷川は小学生名人戦のビデオをわざわざ取り寄せて見て、都成の将棋と縁深い名前や、誕生日が1月17日で谷川自らも被災した阪神・淡路大震災の日付と重なることなどに運命的なものを感じ、唯一の弟子として迎え入れたという。
同年9月、6級で関西奨励会に入会。しかし、入会当初は成績が振るわず、5級に昇級するまで1年9ヶ月、また5級から4級の昇級も1年3ヶ月費やした。その後は調子を上げ、4級から初段まではおよそ2年でかけ上がった。当時は宮崎から飛行機で大阪の関西将棋会館に通い、中学卒業後は大阪の高校に進学したが、将棋に専念するため3年の時に中退。2007年7月、17歳で三段に昇段し、2007年度後期（第42回）より奨励会三段リーグに参加。リーグ戦では12勝6敗の成績を4回経験し、第45回と第52回でそれぞれ4位となるものの、直後のリーグ戦で良い成績が残せない等で三段リーグを抜けられずにいた。
三段在籍中に出場した第44期新人王戦(2013年度)で、奨励会三段として3人目となる決勝三番勝負進出。2013年10月22日に行なわれた決勝戦(第3局)で藤森哲也に2勝1敗で勝利し、史上初の奨励会員による一般棋戦優勝を果たした。この快挙を受け日本将棋連盟は、「新人王戦で奨励会三段が優勝した場合、進行中の三段リーグ終了時に次点をつける」という規定を2014年1月14日付で新設、2014年4月開始の第55回奨励会三段リーグより適用し、新人王戦優勝の都成には第55回奨励会三段リーグの終了時(2014年9月)に次点が与えられた。
2015年1月22日に行われた第46期新人王戦2回戦、対牧野光則戦は、先手玉が入玉したが後手番の都成は攻め続け、先手玉を後方に追いやったものの、最終的には343手という長手数で敗れた。この対局で、第42回将棋大賞の名局賞特別賞を受賞した。
2015年度後期（第58回）の三段リーグでは前半戦から好調を維持し、最終日の2局を残して2位以下に3勝差をつけて1位を確定し、四段昇段を決定させた。三段リーグ17期目、26歳の年齢制限で指し分け（9勝9敗）以下の場合、退会となる状況での昇段であった。宮崎県出身の将棋プロ棋士は高崎一生以来2人目。
2016年度、初参加となる第75期順位戦では、初参加から2連敗ののち8勝2敗と、9勝1敗の昇級者3人に次ぐ成績を上げ次期は3位となった。
2017年度の第76期順位戦C級2組最終局で杉本和陽に勝利し、8勝2敗の成績となる。第76期C級2組は10戦全勝が1人の他、8勝2敗で7人が並ぶ大混戦となったが、順位差でC級1組への昇級を決め、同時に五段に昇段した。
2018年度は、第31期竜王戦 6組ランキング戦・準決勝で高野智史に勝利して5組昇級を決め、決勝で大橋貴洸に勝利して6組優勝と決勝トーナメント進出を決めた。決勝トーナメントでは5組優勝の藤井聡太に敗れた。また第60期王位戦は予選を決勝まで勝ち抜き、挑戦者決定リーグ入りをかけて谷川浩司との「師弟対決」が実現するも、105手で敗れリーグ入りを逃した。
2019年度に入り、第45期棋王戦は予選決勝で藤井聡太を下して対藤井6戦目にして初勝利、本戦進出を果たした。また、第32期竜王戦で4組昇級を決め、竜王ランキング戦連続昇級により六段に昇段した。
2019年4月より高見泰地・向井葉月（乃木坂46）とともにNHK Eテレ「将棋フォーカス」の司会を担当。
2021年1月よりYouTubeにて自身のチャンネル「【将棋棋士】都成竜馬とゆく / Ryuma Tonari」を開設した。同年3月には、第34期竜王戦で2組昇級を決め七段に昇段した。
2022年には、第35期竜王戦の2組昇級者決定戦で増田康宏に勝利し、自身初の竜王戦1組昇級を果たした。また、6組から1組まで5期連続で昇級となった。5期連続昇級は佐藤康光、鈴木大介、橋本崇載、佐藤天彦、藤井聡太に続いて6人目。

## 棋風
振り飛車党で中飛車を得意とする。ただし、優勝した新人王戦では一手損角換わりや相掛かり等の居飛車も指している。
新手メーカーとして知られ、公式戦で振り飛車側をもってミレニアム囲いを最初に指した棋士とされる。また、対ゴキゲン中飛車超急戦における都成新手を奨励会時代に発見した。
『都成流』と呼ばれる後手番の新戦法を編み出しており、同じ関西所属の糸谷哲郎が西遊棋のイベントで紹介している。

## 人物
実家は宮崎市で「有限会社 白水舎乳業」という乳業会社を営む。
従兄弟に俳優の松崎悠希がいる。四段昇段が決まった際には松崎が自身のFacebookにて祝福メッセージを寄せた。
好きな駒は「香車」。理由について「取り残されてしまうこともあるけど、すごく活躍することもありますし。香車が一番、ドラマがある人生を歩んでいるような気がします」と答えている。また、「竜と馬だったらどっちが好きですか?」という質問には「竜だと、正式な名前は『竜王』じゃないですか?　でも馬は『竜馬』なので。だから馬かなって（笑）」と答えている。
好きな女性のタイプとして佐々木希を挙げていたことがある。しかし芸能人やアイドルはあまり知らず、乃木坂46のメンバーの名前も「将棋フォーカス」出演が縁で、ようやく伊藤かりんと向井葉月の2人の名前を覚えたという。
自身32歳の誕生日である2022年1月17日、日本将棋連盟を通して結婚したことを公表した。
2024年の『女性セブン』12号（４月４日号）で、斎藤明日斗、中村太地、徳田拳士とともに、将棋界のイケメン棋士たち「Ｓ４」として特集が組まれた。

## 昇段履歴
昇段規定は、将棋の段級 を参照。
- 2000年09月00日 ： 6級 = 関西奨励会入会 [1]
- 2005年08月00日 ： 初段
- 2007年02月00日 ： 二段
- 2007年07月00日 ： 三段（第42回奨励会三段リーグ〈2007年度後期〉から三段リーグ参加）
- 2016年04月01日 ： 四段（第58回奨励会三段リーグ成績1位） = プロ入り [1]
- 2018年03月15日 ： 五段（順位戦C級1組昇級）[21]
- 2019年11月13日 ： 六段（竜王ランキング戦連続昇級）[22]
- 2021年03月25日 ： 七段（竜王ランキング戦連続昇級）[23]

## 主な成績

### 一般棋戦優勝
- 新人王戦 1回（2013年度 = 第44期）

### 将棋大賞
- 第42回（2014年度） 名局賞特別賞（第46期新人王戦2回戦・牧野光則戦）

### 在籍クラス
| 開始 年度 | (出典)順位戦出典 | (出典)順位戦出典 | (出典)順位戦出典 | (出典)順位戦出典 | (出典)順位戦出典 | (出典)順位戦出典 | (出典)順位戦出典 | (出典)順位戦出典 | (出典)竜王戦出典 | (出典)竜王戦出典 | (出典)竜王戦出典 | (出典)竜王戦出典 | (出典)竜王戦出典 | (出典)竜王戦出典 | (出典)竜王戦出典 | (出典)竜王戦出典 | (出典)竜王戦出典 | (出典)竜王戦出典 |
| 開始 年度 | 期               | 名人             | A級              | B級              | B級              | C級              | C級              | 0                | 期               | 竜王             | 1組              | 2組              | 3組              | 4組              | 5組              | 6組              | 決勝 T           |                  |
| 開始 年度 | 期               | 名人             | A級              | 1組              | 2組              | 1組              | 2組              | 0                | 期               | 竜王             | 1組              | 2組              | 3組              | 4組              | 5組              | 6組              | 決勝 T           |                  |
| --- | ---------------- | ---------------- | ---------------- | ---------------- | ---------------- | ---------------- | ---------------- | ---------------- | ---------------- | ---------------- | ---------------- | ---------------- | ---------------- | ---------------- | ---------------- | ---------------- | ---------------- | ---------------- |
| 2016 | 75               |                  |                  |                  |                  |                  | C250             | 8-2              | 30               |                  |                  |                  |                  |                  |                  | 6組              | --               | 1-1/昇2-1        |
| 2017 | 76               |                  |                  |                  |                  |                  | C203             | 8-2              | 31               |                  |                  |                  |                  |                  |                  | 6組              | 0-1              | 6-0/昇0-0        |
| 2018 | 77               |                  |                  |                  |                  | C132             |                  | 5-5              | 32               |                  |                  |                  |                  |                  | 5組              |                  | --               | 3-1/昇1-0        |
| 2019 | 78               |                  |                  |                  |                  | C120             |                  | 8-2              | 33               |                  |                  |                  |                  | 4組              |                  |                  | --               | 3-1/昇1-0        |
| 2020 | 79               |                  |                  |                  |                  | C105             |                  | 5-5              | 34               |                  |                  |                  | 3組              |                  |                  |                  | --               | 3-1/昇0-0        |
| 2021 | 80               |                  |                  |                  |                  | C116             |                  | 6-4              | 35               |                  |                  | 2組              |                  |                  |                  |                  | --               | 2-1/昇1-0        |
| 2022 | 81               |                  |                  |                  |                  | C111             |                  | 7-3              | 36               |                  | 1組              |                  |                  |                  |                  |                  | --               | 1-1/出0-1        |
| 2023 | 82               |                  |                  |                  |                  | C104             |                  | 8-2              | 37               |                  | 1組              |                  |                  |                  |                  |                  | --               | 0-1/出0-1        |
| 2024 | 83               |                  |                  |                  |                  | C106             |                  | -                | 38               |                  |                  | 2組              |                  |                  |                  |                  | --               | -                |
| 順位戦、竜王戦の 枠表記 は挑戦者。右欄の数字は勝-敗(番勝負/PO含まず)。 順位戦の右数字はクラス内順位 ( x当期降級点 / *累積降級点 / +降級点消去 ) 順位戦の「F編」はフリークラス編入 /「F宣」は宣言によるフリークラス転出。 竜王戦の 太字 はランキング戦優勝、竜王戦の 組(添字) は棋士以外の枠での出場。 |                  |                  |                  |                  |                  |                  |                  |                  |                  |                  |                  |                  |                  |                  |                  |                  |                  |                  |

### 年度別成績
| 年度             | 対局数 | 勝数 | 負数 | 勝率   | (出典) | 通算成績 | 通算成績 | 通算成績 | 通算成績 | 通算成績 |
| ---------------- | ------ | ---- | ---- | ------ | ------ | -------- | -------- | -------- | -------- | -------- |
| 2016年度         | 42     | 26   | 16   | 0.6190 | [ 26 ] | 対局数   | 勝数     | 負数     | 勝率     | (出典)   |
| 2017年度         | 43     | 32   | 11   | 0.7441 | [ 27 ] | 85       | 58       | 27       |          |          |
| 2018年度         | 51     | 34   | 17   | 0.6666 | [ 28 ] | 136      | 92       | 44       |          |          |
| 2019年度         | 43     | 29   | 14   | 0.6744 | [ 29 ] | 179      | 121      | 58       |          |          |
| 2020年度         | 43     | 29   | 14   | 0.6744 | [ 30 ] | 222      | 150      | 72       |          |          |
| 2016-2020 (小計) | 222    | 150  | 72   |        |        | 通算成績 | 通算成績 | 通算成績 | 通算成績 | 通算成績 |
| 年度             | 対局数 | 勝数 | 負数 | 勝率   | (出典) | 対局数   | 勝数     | 負数     | 勝率     | (出典)   |
| 2021年度         | 40     | 24   | 16   | 0.6000 | [ 31 ] | 262      | 174      | 88       | 0.6641   | [ 32 ]   |
| 2022年度         | 38     | 24   | 14   | 0.6315 | [ 33 ] | 300      | 198      | 102      | 0.6600   | [ 34 ]   |
| 2023年度         | 30     | 19   | 11   | 0.6333 | [ 35 ] | 330      | 217      | 113      | 0.6575   | [ 36 ]   |
| 2021-2023 (小計) | 108    | 67   | 41   |        |        |          |          |          |          |          |
| 通算             | 330    | 217  | 113  | 0.6575 | [ 36 ] |          |          |          |          |          |
| 2023年度まで     |        |      |      |        |        |          |          |          |          |          |

## 出演

### テレビ
- 将棋フォーカス（2019年4月 - 2022年3月、NHK Eテレ） - MC担当
  - （2022年10月 - 2023年3月） - 番組内将棋講座「直送！ 都成ファームのおいしい振り飛車」講師
- 趣味どきっ! 火曜「最短マスター！日本のボードゲーム囲碁将棋」（2022年10月 - 2022年11月、NHK Eテレ） - 囲碁棋士の鶴山淳志、アンジュルムのメンバー等と共演

### ウェブテレビ
- 「藤井四段に『2度負けた男たち』の証言」（2017年6月14日、AbemaTV）[37][38]
- 叡王戦記念特番 東西対抗 詰将棋カラオケ（2019年3月30日、ニコニコ生放送）[39] - 西チーム

## 著作
- 振り飛車最前線　対中飛車 角道不突き左美濃. マイナビ将棋BOOKS. マイナビ. (20180226). ISBN 978-4839965266